# Isla Pavón
La isla Pavón es una ínsula fluvial sobre el río Santa Cruz, ubicada a unos 20 km de la desembocadura del río Chico, un afluente septentrional, y a unos 40 km de la propia en el mar Argentino.
Forma parte de la actual ciudad Comandante Luis Piedrabuena —nombre surgido el 24 de agosto de 1933 en honor al centenario del nacimiento y cincuentenario del fallecimiento de su fundador— y cuyos antiguos nombres fueran Paso Río Santa cruz y luego Paso Ibáñez, que se ubica al nordeste de su extremo oriental, sobre la orilla septentrional del citado río, y a la cual le dio origen. Está situada en el departamento Corpen Aike de la provincia de Santa Cruz, en la República Argentina.
Se puede llegar a la isla tomando la ruta Nacional 3, que a través de uno de los puentes de mayor envergadura de la Patagonia, permite atravesar el río Santa Cruz y acceder a ella. 
Es famosa por ser la ubicación de una factoría comercial y lugar de residencia desde 1859, del empresario patriota y marino argentino Luis Piedrabuena y su numerosa familia, además del personal empleado en el establecimiento. Este marino con medios propios mantenía la soberanía nacional sobre la Patagonia argentina abandonada a su suerte por el gobierno central y en forma altruista rescataba a náufragos de diversas nacionalidades.

## Historia

### Descubrimiento por la flota española de Magallanes

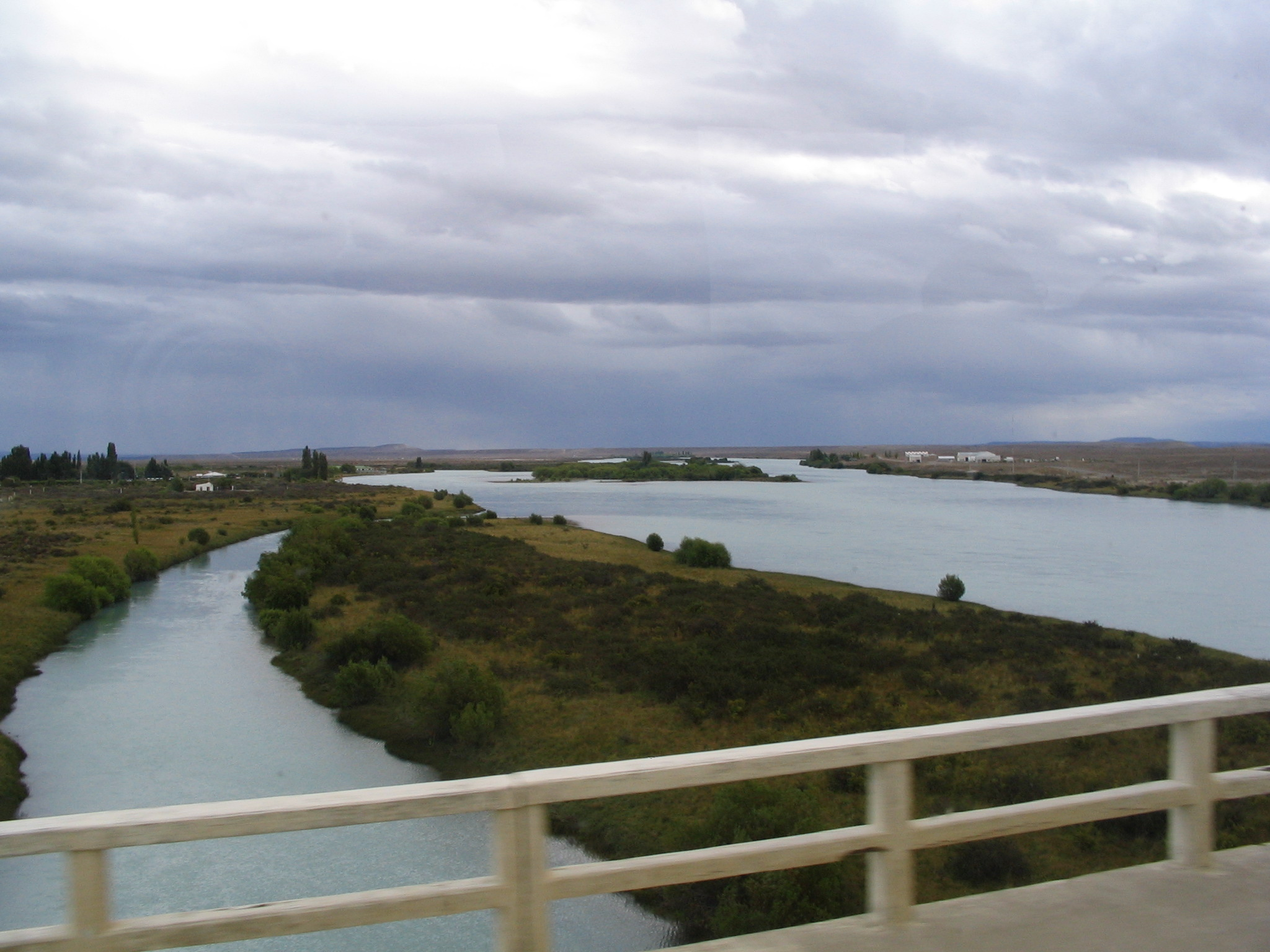
Parte de la isla Pavón e islote adyacente (a la izquierda de la imagen) y el río Santa Cruz (desde el puente que lo cruza, con vista hacia el oeste).

El portugués y adelantado español Hernando de Magallanes había sido nombrado por la Monarquía hispánica como capitán general de la flota expedicionaria a la especiería, que se llamaría «Armada de las Molucas», y también como gobernador de todas las tierras que descubriera en su ruta.
Dicho nombramiento se oficializaría el 22 de marzo de 1518, en Valladolid. Aquella flota estaba compuesta por cinco naves que zarparon de Sanlúcar de Barrameda el 20 de septiembre de 1519, siendo las mismas: la Trinidad que era la capitana de la flota al mando de Magallanes, la San Antonio al mando de Juan de Cartagena, la Concepción comandada por Gaspar de Quesada y como maestre a Juan Sebastián Elcano, la Victoria, por Luis de Mendoza, y la Santiago capitaneada por Juan Serrano.
Esta última al mando del capitán Serrano, había sido enviada por Magallanes para hacer un reconocimiento por la costa atlántica austral, y el 3 de mayo de 1520 descubriría la boca de un río al que llamaría «Santa Cruz», y en el mismo, a esta estratégica isla fluvial, pero al querer regresar con la noticia la nave habría sufrido un accidente y sus tripulantes permanecerían en el lugar durante dos meses. Posteriormente Magallanes nombró a su primo político Duarte Barbosa capitán de la nao Victoria. Poco después, el piloto Blasco Gallegos —o bien Vasco Gómez Gallego— descubríría el río que lleva su nombre.
Magallanes y su flota también habían pasado el invierno austral, hasta que zarparon del puerto San Julián el día 24 de agosto del mismo año y alcanzarían la desembocadura del río Santa Cruz, en donde fueron rescatados los supervivientes y a su capitán Juan Rodríguez Serrano a quien se le daría el mando de la nao Concepción.
Gracias a los datos cartográficos suministrados por el expedicionario antes citado, el 6 de enero de 1526 llegaría a este río el navegante Elcano al mando de cinco naves pertenecientes a García Jofre de Loaísa.
Tres siglos después y de la misma forma, en 1832, arribaría la nave británica Beagle comandada por Robert FitzRoy, con el objetivo de realizar estudios hidrográficos que abarcaban desde el golfo San Matías hasta el canal de Beagle, siendo acompañado por el científico Charles Darwin.

### Factoría del marino argentino Piedrabuena

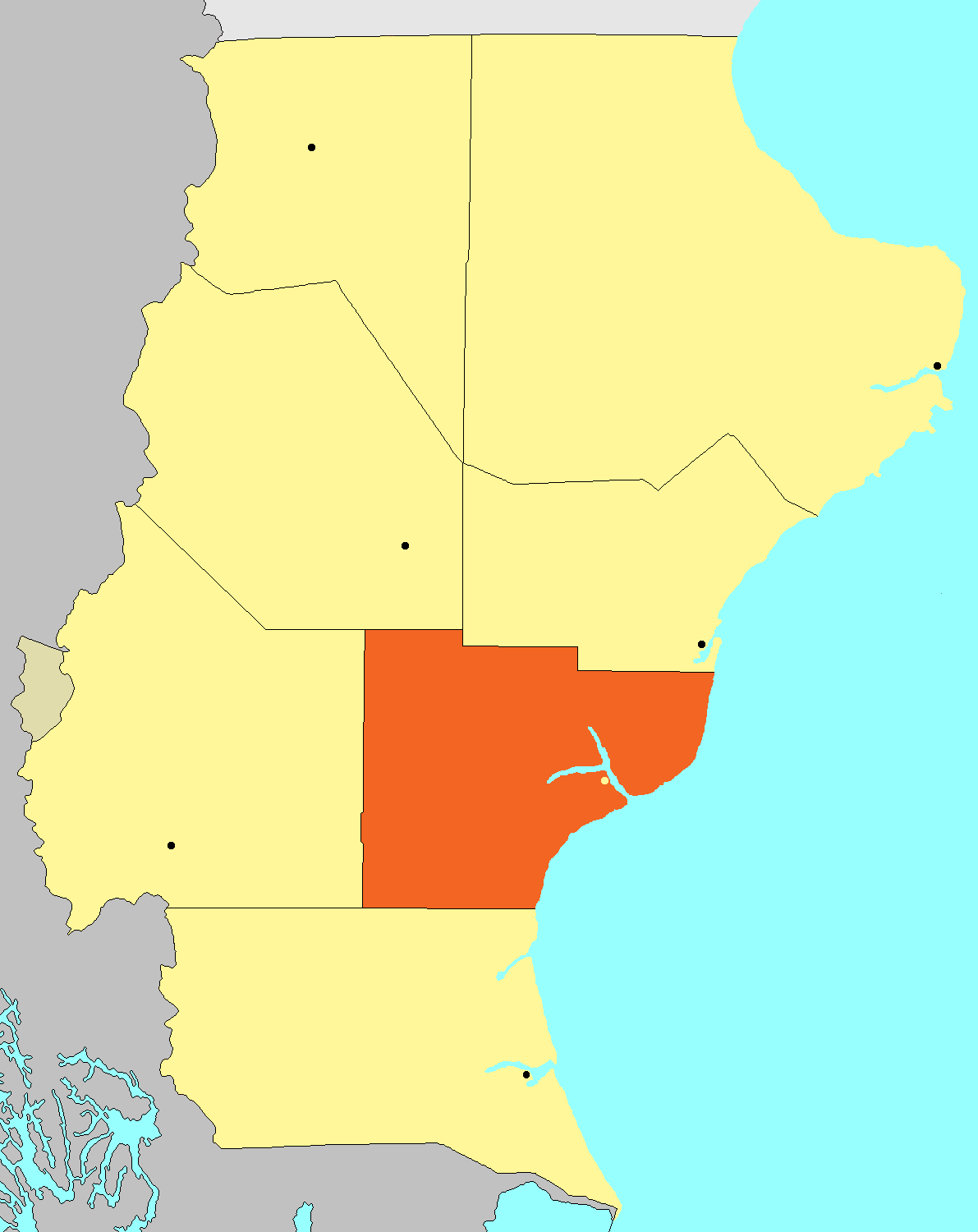
Zona aproximada de influencia comercial del marino Luis Piedrabuena con los tehuelches del cacique mayor de la Patagonia, Casimiro Biguá (desde 1859).

La isla Pavón en 1859, fue sitio de una factoría argentina instalada por el marino Luis Piedrabuena, oriundo de Carmen de Patagones, siendo escala portuaria de barcos pesqueros en el mar Argentino y lugar de paso o estancia para las caravanas o navíos que salían del puerto chileno de Punta Arenas hacia Buenos Aires y viceversa, y las que volvían desde las lejanas islas Malvinas —archipiélago argentino atacado por la fragata Lexington de la marina estadounidenses el 28 de diciembre de 1831, desalojadas de argentinos por fuerzas inglesas en 1833 y recién colonizadas desde 1839 por el Reino Unido de Gran Bretaña e Irlanda— para comerciar la tan preciada sal.
La ínsula fue visitada por el aristócrata, marino y explorador ítalo-inglés George Chaworth Musters y los caciques tehuelches Orkeke y Casimiro Biguá, y muchos otros que en aquellos años comerciaban con el establecimiento.
Luis Piedrabuena mantuvo la soberanía nacional argentina en la Patagonia oriental con medios propios ya que habría intereses chilenos, brasileños, ingleses y franceses sobre estos territorios que convenientemente los consideraban como res nullius. 
Años atrás, Henry Libanus Jones —ganadero y explorador de origen galés— bajo bandera argentina, había fundado en 1854 a orillas del río Chubut, el poblado y guardia llamado «Fuerte Paz», como puesto de avanzada para expediciones de caza y recogida de ganado cimarrón, pero fue abandonado en 1856.
De hecho en 1862 desembarcaron de la goleta Tilton, dos religiosos anglicanos de la «Sociedad Misionera de la Patagonia» procedentes de las islas Malvinas —el alemán Teófilo Schmidt y el suizo Juan Federico Hunziker— con la intención de misionar entre los tehuelches y construir un establecimiento evangelizador en un paraje —al oeste del actual Puerto Santa Cruz y a unos 25 km al este de la isla Pavón— llamado actualmente «Cañadón de los Misioneros». En 1863 tuvieron que regresar ya que la iniciativa no prosperaría.

### Foco irradiador de poblamiento en la costa patagónica oriental e insular

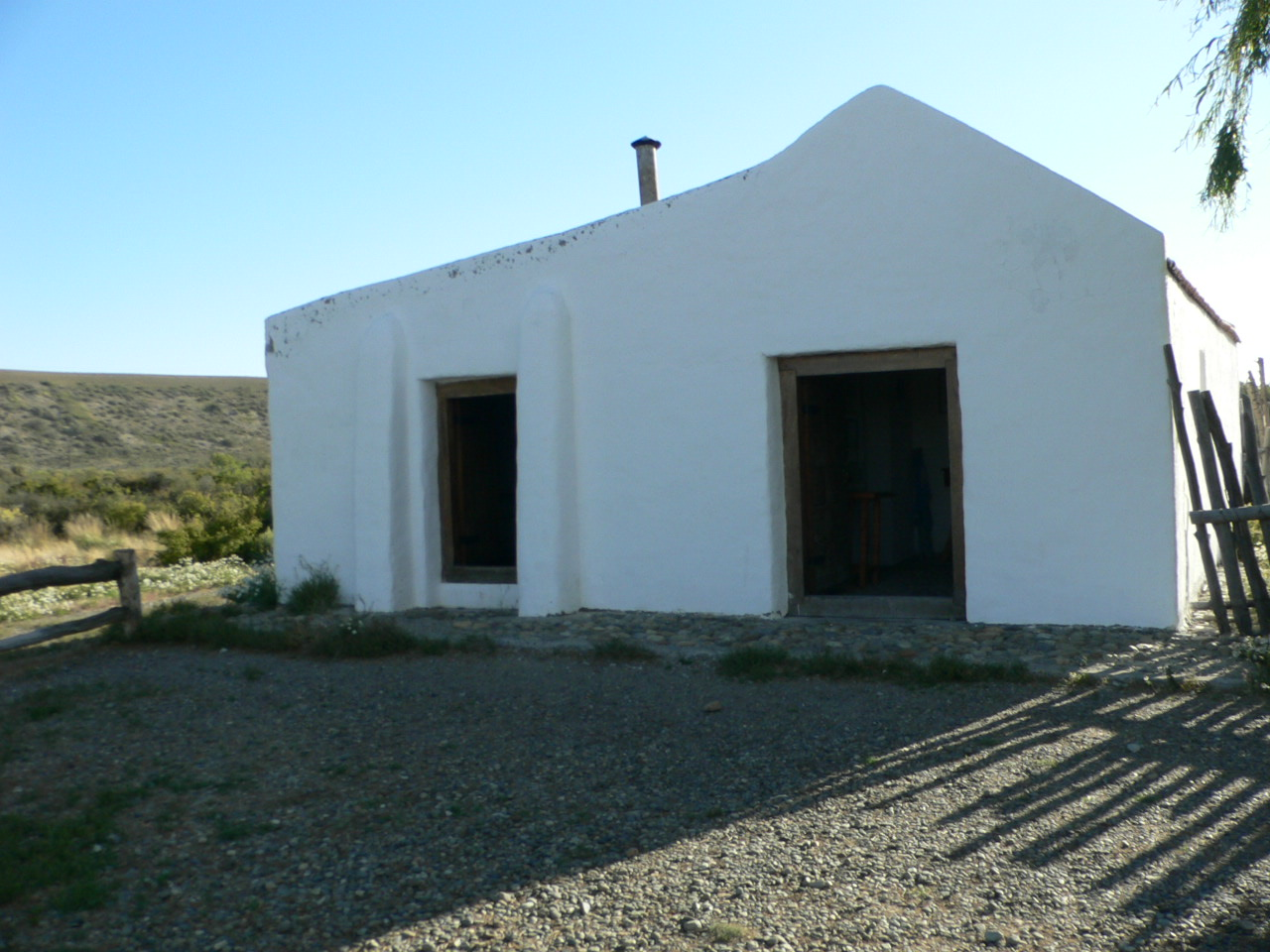
Casa construida por Piedrabuena en la isla Pavón.

En el mismo año, el marino Luis Piedrabuena fundó un pequeño establecimiento llamado «Las Salinas», frente a la costa de la isla Pavón y en la margen meridional del río, que actualmente depende de Puerto Santa Cruz.

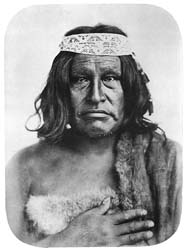
Teniente coronel Casimiro "Biguá" Fourmantin, cacique mayor de la Patagonia argentina.

En 1865 se fundaron Puerto Madryn y Rawson, con pobladores argentino-galeses, en la actual provincia del Chubut. El día 3 de noviembre de 1869, el cacique mayor de la Patagonia oriental, el teniente coronel tehuelche-argentino Casimiro "Biguá" Fourmantin, y sus principales líderes aliados, reconocerían formalmente la soberanía de la Nación Argentina, y por lo cual izarían la bandera celeste y blanca en el valle de Genoa, jurándole fidelidad y comprometiéndose en la defensa de los territorios australes. 
Desde esta ínsula, Piedrabuena lograba rescatar náufragos encayados en la isla de los Estados, en donde poseía un puesto de apoyo en «Puerto Cook» y adonde llevaría en la Espora a su reciente esposa Julia M. Dufour a modo de "luna de miel", con el objetivo de mostrarle su isla que el Gobierno argentino le había donado en propiedad, al igual que la isla Pavón, y siendo causa por la cual también construyó el refugio «Puerto Bail Hall» en 1869, e izaría la bandera argentina, y posteriormente, en 1873, establecía una fábrica de aceite de foca en «Bahía Crossley».
En julio de 1871 el ciudadano francés Ernesto Rouquaud, residente en Buenos Aires con su familia, consiguió del presidente Sarmiento el permiso de poblar con colonias agroindustriales en tierras a ambas orillas del río Santa Cruz . Ésta que iba a ser llamada «Colonia 11 de Septiembre» fue más conocida como «Colonia Rouquaud» —palabra francesa pronunciada: Rucó— y por fin quedaría fundada en junio de 1872, en las cercanías de cañadón Misioneros, y serían sus primeros habitantes el mismo empresario, su esposa y sus nueve hijos que se dedicarían a la fabricación de aceite y a sus subproductos, y luego se instalarían los operarios con sus familias respectivas, conformando una pequeña aldea. El 12 de octubre, el gobierno argentino constituiría una capitanía de puerto en el mismo río, situada provisionalmente en la goleta Chubut, al mando del teniente Guillermo Lawrence y los subtenientes Valentín Feilberg, Bribaldo Palacios y unos 38 tripulantes más, y el 17 del corriente levantarían una construcción de madera de un solo ambiente y techo de chapa acanalada, para realizar la toma de posesión formal efectiva del territorio al sur del Santa Cruz, inaugurada izando la bandera argentina saludada con 21 cañonazos. En 1874 el colono franco-argentino, luego del fallecimiento de su mujer, que se había sumado al de dos de sus hijos, y la presión gubernamental chilena, abandonaría la empresa marchándose en la nave Chubut hacia Carmen de Patagones, por lo cual dejaría en el establecimiento a tres funcionarios argentinos para cuidar sus pertenencias. Más tarde regresaría su hijo mayor también llamado Ernesto Rouquaud, en el velero mercante o pailebote Pasquale Quartino para recoger los bienes de la empresa malograda, sin embargo, de regreso el velero se perdería en el océano sin supervivientes.

Desembocadura del río Santa Cruz, su afluente río Chico y la pequeña isla fluvial Pavón cruzada por la ruta Nacional 3, en el extremo occidental de la actual ciudad Comandante Luis Piedrabuena (en el ángulo superior izquierdo del mapa).

Más hacia el sur, Chile intentaría fundar en este último año una colonia próxima a Killik-Aike, llamada «Puerto Gallegos», en la orilla meridional del río homónimo, pero sería abandonada a las pocas semanas por falta de apoyo gubernamental que había cedido ante la diplomacia argentina.
El nuevo cacique Papón —desatendiendo los tratados entre su padre Biguá, jefes principales y el gobierno argentino con respecto a la soberanía de su territorio patagónico al sur del río Negro hasta el estrecho— establecería ilegalmente una alianza con el gobernador chileno Diego Dublé Almeyda, y de esta manera, los setecientos tehuelches que adhirieran a sus propósitos, oriundos éstos del territorio ubicado entre el estrecho y el río Santa Cruz, pasarían también a jurar fidelidad al Estado vecino que lo nombrara subdelegado de la Patagonia chilena.
A principios de 1876, durante la presidencia de Nicolás Avellaneda, se otorgaron en la ciudad de Buenos Aires autorizaciones para la explotación de guano en una caleta e isla llamados Monte León, ubicado a unos 35 km al sudoeste de la entrada del río antedicho y a unos 30 km al sur de la isla Pavón, por lo cual se fundaría un pequeño caserío estable de nombre homónimo en dicha caleta, para realizar faenas, entre enero y marzo del mismo año. A la llegada de la noticia al país vecino, fue enviado el 27 de abril del corriente la corbeta chilena Magallanes capitaneada por Juan José Latorre que apresaría en el puerto de Santa Cruz a la goleta francesa Jeanne Amelie que estaba al mando del capitán Pierre Guillaume y se dedicaba a la extracción de guano con permiso del Gobierno argentino. En 1877 el mismo Estado mandaría una expedición para explorar la comarca al sur del río Santa Cruz con intención de anexionársela pero sin mayores resultados.
La República de Chile, luego de renovar su alianza con tehuelches locales del cacique Papón, comenzaría a poblar la costa continental magallánica a partir del siguiente año con estancias ovejeras —incluyendo en la bahía de San Gregorio— con ganado traído directamente de las islas Malvinas. El 11 de octubre de 1878 la Magallanes volvería a apresar una segunda nave en la isla Monte León, se trataba del barco mercante estadounidense Devonshire, alquilado por el comerciante porteño Augusto Ventury que portaba permiso de su país para extraer guano de la isla del estuario del río Santa Cruz, de la isla antedicha y de la caleta homónima. El barco, con su tripulación, fue capturado y conducido a Punta Arenas, salvo el comandante Ventury que sería abandonado en la isla citada sin provisiones, pero una vez rescatado protestaría contra el Estado chileno ante el cónsul estadounidense en Buenos Aires.
Por consiguiente y ante las quejas ciudadanas, la República Argentina había dispuesto el envío de una flota naval al mando del coronel de marina Luis Py —conocida como Expedición Py— compuesta por el monitor Los Andes comandado por Ceferino Ramírez, la bombardera Constitución al mando de Juan Cabassa y la cañonera Uruguay, por Martín Guerrico que zarparon de Buenos Aires el 8 de noviembre del corriente.

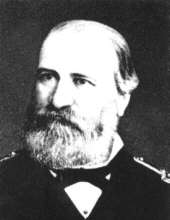
Capitán de marina Luis Piedrabuena, patriota, fundador de la localidad homónima y propietario de las islas Pavón y de los Estados.

El día 1 de diciembre de 1878 la expedición argentina procedería a izar la bandera argentina en la cumbre del cerro Misioneros, en la orilla diestra del río, dando origen al Puerto Santa Cruz.
El 6 de diciembre del mismo año, se firmaría en Santiago de Chile el pacto Fierro-Sarratea que partiendo del uti possidetis iure de 1810, en el artículo 6.º se establecía que mientras no se llegase a un acuerdo de límites, Chile ejerciera jurisdicción en las costas del estrecho de Magallanes y la Nación Argentina sobre las costas patagónica-oriental y sus islas.
El 4 de enero de 1879 llegaría a Puerto Santa Cruz la corbeta Cabo de Hornos comandada por Luis Piedrabuena con la noticia del cese de las hostilidades entre ambos países y llevando a bordo al cirujano mayor Federico R. Cuñado-Cau —nieto del médico español Gabriel Cuñado— además de portar cargamento de carbón, víveres y la lancha de vapor Monte León necesaria para proveerse de agua dulce en la isla Pavón. También había llegado la bombardera República. 
El tratado de límites se llevaría a cabo entre ambos países litigantes en el año 1881, con rectificaciones posteriores. Por las razones antes citadas, en 1883, el gobierno de la República Argentina dictó un decreto diciendo que no era posible mantener desiertas y abandonadas sus costas patagónicas —en donde un siglo atrás se habían erigido establecimientos coloniales durante la administración del virreinato rioplatense— por lo que sería necesario repoblarlas. De esta manera el Poder Ejecutivo resolvió fundar poblaciones en Puerto Deseado, Puerto Santa Cruz y Río Gallegos, y al mismo tiempo crear de esta forma la gobernación de la Patagonia, asignando al general Lorenzo Vintter el cargo de gobernador quien se instalaría en aquel primer puerto citado. Este mandaría una expedición para someter a los últimos grupos de aborígenes mapuches —que serían vencidos definitivamente con la rendición de Sayhueque, el 1 de enero de 1885— y para realizar reconocimientos del terreno fundamentándose en la necesidad de poblar, construir puertos y muelles, colonizar la zona cordillerana y crear ciudades en el alto valle del río Chubut. 
El 25 de mayo de 1884, bajo la presidencia de Julio A. Roca, la División Expedicionaria del Atlántico Sur argentina al mando del coronel de marina Augusto Lasserre, instaló un faro en la actual punta Lasserre, extremo occidental del puerto San Juan e inauguró una subprefectura. En el citado año y en el mismo puerto se creó la Colonia Penal de San Juan de Salvamento —en el cabo del mismo nombre— que funcionó desde 1884 hasta 1899, año que sería trasladada al Presidio Militar de Puerto Cook —en el lugar homónimo— desde marzo del corriente hasta 1902.